# Rhyacia nepalensis
Rhyacia nepalensis là một loài bướm đêm trong họ Noctuidae.